# Najdangijn Otgondżargal
Najdangijn Otgondżargal (mong. Найдангийн Отгонжаргал; ur. 14 listopada 1979) – mongolska zapaśniczka w stylu wolnym. Olimpijka z Pekinu 2008, gdzie zajęła szesnaste miejsce w kategorii 55 kg. Pięciokrotna uczestniczka mistrzostw świata, siódma w 2008. Trzecia na igrzyskach azjatyckich w 2002 i 2006. Złoty medal w mistrzostwach Azji w 2003, brązowy w 2001 i 2004. Uniwersytecka mistrzyni świata w 2006. Trzecia w Pucharze Azji w 2003 roku.